# 민주당 (2011년 대한민국)

민주통합당 당시 로고

대한민국의 시계열적 정당 지도

민주당(民主黨)은 대한민국의 민주당계 정당으로, 2011년 12월 16일 민주당, 시민통합당의 합당과 한국노동조합총연맹과 그 외 여러 시민단체의 참여로 출범하였다. 2013년 5월 이전에는 민주통합당이라는 당명을 사용하였다. 2013년 5월 4일 전국대의원대회에서 만장일치로 민주당으로 개명을 의결하였다. 열린우리당 시절부터 당사로 사용하였던 영등포 청과물시장 옛 농협공판장에서 10년 만에 여의도로 당사를 이전하였다. 새 당사로 입주하면서 상징색을 파랑으로 하는 새로운 PI를 발표하였다.
2014년 민주당은 새정치연합과 합당하여 새정치민주연합을 창당하였다.

## 역사

### 창당
2011년 11월 3일 민주당의 손학규 대표가 2012년에 치러질 총선과 대선의 승리를 위해서 민주 진보 세력을 통합한 민주진보통합정당이라는 정당을 연내에 창당하자는 발언이 계기로 민주진보진영 연석회의가 열렸다. 당초에 통합진보당의 전신인 민주노동당이나 국민참여당도 포함한 광범위한 세력 결집을 목표로 했지만, 민주노동당은 반대하는 입장을 표명하고, 민주노동당과의 통합을 추진하고 있던 국민참여당도 소극적인 자세를 보였다. 그 때문에 통합은 민주당, 혁신과 통합, 한국노총과 진보 시민단체에 의해서 추진됐다. 또한
혁신과 통합 단체는 참여정부에서 요직을 맡은 정치인
(친노)을 중심으로 9월에 결성된 야당통합 추진기구의 명칭으로 상임 대표로 문재인 전 대통령 비서실장, 이해찬 전 총리, 한명숙 전 총리, 김두관 경상남도 지사 등이 대표로 취임했다.
같은해 11월 20일 민주당과 혁신과 통합, 한국노총, 시민사회단체가 참가한 회의에서 12월 17일까지 통합 정당을 출범시키는 것에 대한 합의를 이루었다. 12월 7일 민주당과 시민통합당(혁신과 통합을 주축으로 진보통합 시민회의 등이 결성한 정당)의 지도부는 통합 정당의 약칭은 민주당으로 정하는 등 통합 방식에 최종 합의했다. 최종 합의로 당 지도부는 대의원과 당원, 시민으로 구성되는 선거인단에 의해서 선출하는 방식으로 하고, 투표 반영 비율은 대의원 투표결과 30%, 당원 시민 선거인단 투표결과 70%로 하는 것으로 정해졌다.
최종 합의를 이룬 민주당은 11일에 전당대회를 개최하여, 시민통합당과 합당, 한국노총 및 시민사회단체 등 통합안을 찬성 다수로 가결했다. 통합안 가결을 통과 시킨 민주당은 12일부터 시민통합당, 한국노총과 통합 회의를 실시하여, 당명이나 강령, 당규·당헌의 제정, 지도부 선출 방법등 막바지 협의를 진행시켰다. 당명에 대해서는, 민주당과 시민통합당의 양자가 공모를 실시하여 나온 통합민주당, 시민민주당 등 여러 가지 의견중 민주통합당으로 당명을 결정하여, 선거관리위원회에 당명을 등록했다.
2012년 1월 9일~13일 시민 53만894명이 참여한 가운데 열린 모바일·지역현장 투표와 2012년 1월 15일 대의원 투표를 통해 한명숙이 24.05%(25만2986표)를 얻어 당대표에 선출됐다. 문성근, 박영선, 박지원, 이인영, 김부겸도 최고위원으로 선출됐다.
2012년 2월 20일, 민주통합당은 상징색을 노랑으로 결정했다. 기존에 사용하던 초록은 보조색으로 사용하기로 했다.

### 제19대 총선 이후
대한민국 제19대 총선 직후 총선 결과에 대한 책임을 지고 한명숙 대표가 사퇴함에 따라 전당대회 차점자였던 문성근 최고위원이 대표대행을 맡았다. 민주당은 2012년 5월 4일 원내대표를 선출한 다음, 선출된 원내대표가 비상대책위원회를 구성하여 6월 9일 임시전당대회까지 지도부를 이끌기로 결정했다.

### 대선 체제 돌입
2012년 5월 4일 당 원내대표를 선출하는 경선에서, 박지원 전 최고위원이 2차 투표까지 가는 접전에서 유인태 후보에게 승리를 거두어, 당 원내대표 겸 비상대책위원장으로 선출되었다. 그리고 한명숙 대표가 사퇴하여 진행된 대표 경선에서는 이해찬 전 국무총리, 김한길 전 원내대표 등의 후보가 참가하여 6월 8일까지 순회 경선과 그리고 마지막 날에는 전당대회를 진행하였다. 그리고 6월 9일 임시전국대의원회의를 열어 대표를 선출하였다. 이해찬의 대표 - 박지원의 원내대표 합의가 당내에서 큰 파문을 일자, 김한길 후보가 공세를 펼치면서 순회 경선의 상황이 김한길 후보에게 유리하게 보였다. 수도권을 제외한 전국 순회 경선에서는 김한길 후보가 8승 2패를 이해찬 후보에게 거두고, 수도권 정책 대의원, 현장 투표에서도 김한길 후보가 앞섰지만, 모바일 투표에서 이해찬 후보가 큰 격차로 김한길 후보에게 승리를 거두어, 최종적으로 이해찬 후보가 민주통합당의 제2대 당 대표가 되어 대선 체제를 이끌어 나가게 되었다.

### 대선후보 선출
민주통합당 대통령 후보 경선은 완전국민경선으로 치러진 가운데 선거인단 108만5004명이 신청했다. 대통령 후보 경선 컷오프를 통과한 다섯 후보 중 박준영 후보의 사퇴로 정세균, 김두관, 손학규, 문재인이 출마했다.
문재인 후보는 전국 순회투표에서 13연승을 기록하면서 전승을 거두었고, 누적 득표에서 34만 7183표(56.5%)로 과반을 얻어 결선투표 없이 당 대선후보로 확정됐다. 2위는 13만6205표(22.2%)를 얻은 손학규 후보가 차지했고, 김두관 후보는 8만7842표(14.3%), 정세균 후보는 4만327표(7.0%)를 득표했다.

### 2기 지도부 총사퇴
당 내에서 정치혁신 인적쇄신의 요구가 일어났고, 이에 2012년 11월 1일 김한길 최고위원이 최고위원직을 사퇴했다.
이후 안철수 후보와의 단일화 과정에서 역시 같은 요구가 일어나게 되자 2012년 11월 18일 이해찬 대표를 비롯한 현 최고위원 전원이 총 사퇴를 했다.
이로 인해 2기 지도부는 3개월여만에 물러나게 되었고 이후 대통령 선거가 끝날때까지 문재인 후보가 대표 권한 대행도 동시에 겸하는 체제가 되었다.

### 비상대책위원회 체제
대선 패배의 책임을 지고 비상대책위원회 체제로 변화하기로 하였다. 원래 2012년 12월 28일 선출된 원내대표가 비상대책위원장도 겸하기로 했으나 신임 원내대표인 박기춘 의원이 비상대책위원장 겸직을 거부함에 따라 새로 선출하게 되었고 2013년 1월 9일 문희상 의원이 비상대책위원장에 만장일치로 선출되었다. 비대위에서는 차기 지도부 임기와 관련하여 2012년 선출된 한명숙 지도부의 잔여임기를 적용할 것인지에 대한 논란 끝에 당헌을 개정하여 임기 2년로 새 임기로 시작하기로 결정하였다. 이로써 차기 지도부는 2013년 6월 지방선거의 공천권을 보장받아 제대로 권한을 행사할 것으로 보인다. 비대위는 정치혁신특별위원회와 대선평가위원회를 설치하였는데 이는 도리어 당내 분란을 촉발시킨 계기가 되었다. 비노 성향의 한상진 위원장이 이끌었던 대선평가위원회는 대선평가보고서를 채택하면서 총선, 대선 패배의 책임자로 친노 의원들을 적시하여 친노계의 거센 반발을 불러 일으켰다. 문희상 비대위는 새누리당과의 정부조직법 개정안 협상 과정에서 발목잡기 논란으로 더욱 곤궁에 처해졌다. 이와중에 진보정의당 노회찬의원의 의원직 상실로 서울 노원병 지역구의 보궐선거가 결정되자 미국에 있던 안철수 전 대선후보가 출마를 결정하고 귀국하여 여론의 관심을 받게 되어 민주통합당의 존재감은 더욱 없어졌다. 안철수 전 대선후보를 의식하여 문희상 비대위는 노원병 무공천을 단행하여 안철수와의 연대를 모색하였으나 안철수 측의 의도적인 회피로 더욱 입장이 난처하게 되었다. 2013년 4월 24일에 치러진 재보궐선거에서 민주통합당은 전패를 하였다.

### 3기 지도부 출범
2013년 5월 4일 경기도 고양시 킨텍스에서 열린 정기전국대의원대회에서 비주류의 지원을 받은 김한길 의원이 대의원투표, 권리당원투표, 국민여론조사 결과 61.72%의 득표율로 임기 2년의 당 대표에 선출되었다. 주류측의 지원을 받는 것으로 의심을 받았던 이용섭 의원은 38.28% 득표율에 그쳐 낙선하였다. 선출직 최고위원으로는 신경민 의원(17.99%), 조경태 의원(15.65%), 양승조 의원(15.03%), 우원식 의원(15.01%)이 선출되었다. 유일한 호남 지역구 출신 최고위원 후보였던 유성엽 의원과 친노계 후보였던 윤호중 의원이 낙선함으로써 친노, 호남이 배제된 최초의 지도부가 출범하였다.
2013년 9월 1일에는 영등포당사로 이전한지 10년 만에 다시 여의도로 이전하였다. 민주당은 기존의 노란색과 녹색을 벗어나 주로 보수정당의 상징이였던 파랑을 상징색으로 하는 새로운 PI를 발표하였다.

## 구성
민주당은 당 대표와 최고위원, 원내대표로 이루어진 최고위원회와 당지도부를 포함 100여명 이하로 구성되는 최고의결기관인 당무위원회를 중심으로한 집단지도체제이다. 당 대표와 5명의 최고위원은 전국대의원대회를 통하여 선출되며, 당 대표는 추가로 지명직 최고위원 3인을 임명할 수 있다. 또한 당 대표의 주요 권한은 당의 주요 회의 소집 및 주재, 주요 당직 추천 및 임명, 당무 전반에 관한 집행·조정 및 감독, 당무위원회 또는 최고위원회에서 위임한 사항의 처리 등이다. 당무위원회는 강령과 기본정책 개정안의 발의, 당 정책 등 중요한 당무의 심의·의결, 예산의 심의·의결, 임시전국대의원대회, 중앙위원회의 소집 요구 등의 권한을 갖는다.
전국대의원대회는 당의 최고대의기관으로서, 당헌의 제정과 개정, 강령과 기본정책의 채택, 당대표와 최고의원의 선출 등을 의결할 수 있다. 전국대의원대회는 당 지도부와 지역당 지도부 및 산하 위원장, 국회위원, 지방의원, 지방자치의 장 외에 당무위원회가 선출한 700여명의 대의원, 각 지역위원회 등이 권리당원 중에서 선임한 다수의 대의원, 세계한인민주회의에서 선임한 300여명의 재외국민 대의원들로 이루어진다. 중앙위원회는 전국대의원대회의 수임기관으로 전국대의원대회의 결의에 따라 일부 권한을 중앙위원회에 위임할 수 있다.

## 역대 선거 현황

### 대통령 선거
| 연도   | 선거   | 후보자 | 득표         | 득표율          | 결과 | 당락 |
| ------ | ------ | ------ | ------------ | --------------- | ---- | ---- |
| 2012년 | 18대   | 문재인 | 14,692,632표 | \| \| 48.02% \| | 2위  | 낙선 |
|        | 48.02% |        |              |                 |      |      |

### 국회의원 선거
|  | 43.09% |

|  | 36.45% |

|  | 42.33% |

## 재정
민주당의 재정은 주로 당비와 국가보조금으로 이루어진다. 민주당은 중앙선거관리위원회로부터 2013년 1분기 정당 보조금으로 39억8490만원을 지급받았다.

## 당원
민주당은 소속에 따라 지역당원과 정책당원으로, 당비 납부 여부로 권리당원이 구분된다. 민주당의 정당대회에서 피선거권은 권리당원에게만 부여한다. 2010년 기준으로 1,918,474명의 당원이 있으며, 160,820명의 권리당원이 있다.

## 역대 지도부

### 최고위원
| 대수 | 대표최고위원  | 최고위원                                                                            | 임기                                |
| --- | ------------- | ----------------------------------------------------------------------------------- | ----------------------------------- |
| (임시) | 원혜영·이용선 |                                                                                     | 2011년 11월 21일 - 2012년 1월 15일  |
| 1 | 한명숙        | (선출직) 문성근, 박지원, 박영선1, 이인영, 김부겸, (지명직) 이용득, 남윤인순, 김광진 | 2012년 1월 16일 - 2012년 4월 13일2  |
| (대행) | 문성근        | (선출직) 문성근, 박지원, 박영선1, 이인영, 김부겸, (지명직) 이용득, 남윤인순, 김광진 | 2012년 4월 14일 - 2012년 5월 4일    |
| 비상대책위원장 | 박지원3       |                                                                                     | 2012년 5월 4일 - 2012년 6월 8일     |
| 2 | 이해찬        | (선출직) 김한길4, 추미애, 강기정, 이종걸, 우상호 (지명직) 이용득, 장하나            | 2012년 6월 9일 - 2012년 11월 18일5  |
| (대행) | 문재인6       |                                                                                     | 2012년 11월 18일 - 2012년 12월 28일 |
| 비상대책위원장 | 박기춘        |                                                                                     | 2012년 12월 28일 - 2013년 1월 8일   |
| 비상대책위원장7 | 문희상        | (지명직) 설훈, 김동철, 문병호, 박홍근, 배재정, 이용득, 오중기                       | 2013년 1월 9일 - 2013년 5월 4일     |
| 3 | 김한길        | (선출직) 신경민, 조경태, 양승조, 우원식 (지명직) 이용득, 박혜자, 정균환             | 2013년 5월 4일 - 2014년 3월 26일    |
| 1 2012년 3월 21일 대한민국 제19대 총선 공천 문제로 사퇴 2 2012년 4월 13일 대한민국 제19대 총선 패배로 사퇴 3 원내대표로서 대표 권한 대행 4 2012년 11월 1일 인적쇄신을 위해 사퇴 5 2012년 11월 18일 대한민국 제18대 대통령 선거 후보 단일화를 위한 인적쇄신으로 사퇴 6 대통령 후보로서 대표 권한 대행 7 대한민국 제18대 대통령 선거 패배로 비상대책위원회 구성 |               |                                                                                     |                                     |

### 원내대표
| 대수 | 역대 원내대표 | 임기                               |
| ---- | ------------- | ---------------------------------- |
| 1    | 김진표        | 2011년 12월 23일 - 2012년 5월 4일  |
| 2    | 박지원        | 2012년 5월 4일 - 2012년 12월 21일  |
| 3    | 박기춘        | 2012년 12월 28일 - 2013년 5월 15일 |
| 4    | 전병헌        | 2013년 5월 15일 - 2014년 3월 26일  |

## 역대 전당대회

### 민주통합당 시절

#### 제1차 전당대회
| 순위 | 기호 | 이름   | 국민 선거인단(70%) | 대의원(30%) | 합산    | 비고         |
| 순위 | 기호 | 이름   | 득표율             | 득표율      | 득표율  | 비고         |
| ---- | ---- | ------ | ------------------ | ----------- | ------- | ------------ |
| 1    | 1    | 한명숙 | 259,452            | 5,537       | 264,989 | 대표최고위원 |
| 1    | 1    | 한명숙 | 52.4               | 46.7        | 49      | 대표최고위원 |
| 2    | 7    | 문성근 | 190,885            | 3,218       | 194,103 | 최고위원     |
| 2    | 7    | 문성근 | 38.6               | 27.1        | 33.2    | 최고위원     |
| 3    | 6    | 박영선 | 192,166            | 2,579       | 194,745 | 최고위원     |
| 3    | 6    | 박영선 | 38.8               | 21.7        | 31.5    | 최고위원     |
| 4    | 8    | 박지원 | 114,730            | 3,330       | 118,060 | 최고위원     |
| 4    | 8    | 박지원 | 23.2               | 28.1        | 23.9    | 최고위원     |
| 5    | 3    | 이인영 | 80,997             | 3,648       | 84,645  | 최고위원     |
| 5    | 3    | 이인영 | 16.4               | 30.8        | 20      | 최고위원     |
| 6    | 9    | 김부겸 | 58,744             | 3,080       | 61,824  | 최고위원     |
| 6    | 9    | 김부겸 | 11.9               | 26          | 16.2    | 최고위원     |
| 7    | 2    | 이학영 | 69,184             | 267         | 69,451  |              |
| 7    | 2    | 이학영 | 14                 | 2.3         | 14      |              |
| 8    | 4    | 이강래 | 31,585             | 1,264       | 32,849  |              |
| 8    | 4    | 이강래 | 6.4                | 10.7        | 7.4     |              |
| 9    | 5    | 박용진 | 28,648             | 795         | 29,443  |              |
| 9    | 5    | 박용진 | 5.8                | 6.7         | 5.5     |              |
| 합계 | 합계 | 합계   |                    |             |         | -            |

2012년 1월 15일, 최초로 지도부선거에 일반국민 모바일투표를 도입한 민주당 전당대회는 70만명에 육박하는 선거인단을 모집해, 일반국민 70%, 대의원 30%의 1인2표 선거를 통해 한명숙 전 총리를 대표최고위원으로 선출하였다.

#### 제2차 전당대회
2012년 4월 13일, 대한민국 제19대 총선 패배로 지도부가 사퇴하면서 열린 민주당 전당대회는 6월 9일 일반당원,시민 모바일투표와 재외국민 이메일투표를 도입해 1인 2표제로 최고위원 선거를 치르고, 대의원 순회경선을 선공개한 뒤, 전당대회날 현장투표와 모바일투표 결과를 공개해 대의원 30%, 당원+국민 70%로 합산하기로 했다.
|                 | 이해찬 | 우상호 | 김한길 | 추미애 | 조정식 | 강기정 | 이종걸 | 문용식 | 합 계  |
| --------------- | ------ | ------ | ------ | ------ | ------ | ------ | ------ | ------ | ------ |
| 울산            | 48     | 52     | 103    | 61     | 38     | 40     | 33     | 15     | 195    |
| 부산            | 353    | 160    | 204    | 128    | 93     | 145    | 115    | 32     | 615    |
| 광주전남        | 371    | 111    | 437    | 282    | 103    | 488    | 127    | 37     | 978    |
| 대구경북        | 200    | 158    | 280    | 212    | 189    | 115    | 98     | 76     | 664    |
| 대전충남        | 426    | 128    | 169    | 124    | 145    | 122    | 57     | 37     | 604    |
| 경남            | 150    | 111    | 258    | 89     | 72     | 72     | 125    | 42     | 444    |
| 제주            | 49     | 26     | 65     | 58     | 42     | 18     | 34     | 20     | 156    |
| 세종충북        | 158    | 81     | 226    | 84     | 116    | 66     | 45     | 16     | 396    |
| 강원            | 82     | 166    | 179    | 69     | 69     | 39     | 53     | 29     | 339    |
| 전북            | 216    | 227    | 342    | 185    | 113    | 227    | 80     | 63     | 652    |
| 수도권          | 1886   | 1073   | 2288   | 1317   | 1119   | 1055   | 1061   | 501    | 5150   |
| 재외국민        | 131    | 33     | 123    | 56     | 6      | 45     | 27     | 15     | 218    |
| 현장투표        | 1387   | 442    | 1625   | 842    | 522    | 605    | 465    | 402    | 3145   |
| 모바일투표(70%) | 65214  | 15844  | 62735  | 37914  | 10506  | 23576  | 19821  | 15684  | 125647 |
| 총합            | 48.6%  | 15%    | 47.6%  | 28.2%  | 12%    | 20%    | 16.8%  | 11.8%  |        |

대의원 순회투표 내내 김한길 전 중도통합민주당 대표가 선두를 달렸으나 전당대회에서 모바일투표 결과가 공개되면서 이해찬 전 총리가 0.8% 차이로 대표로 선출되었고 김한길 전 중도통합민주당 공동대표, 추미애 전 새천년민주당 최고위원, 강기정 의원, 이종걸 의원, 우상호 의원 등은 최고위원으로 선출되었다.

### 민주당 시절

#### 제3차 전당대회
민주당은 2012년 11월 18일, 대한민국 제18대 대통령 선거 중 안철수 후보와의 단일화 과정에서 인적쇄신 문제가 불거지며 지도부가 총 사퇴한 데에 따라 2013년 5월 4일 전당대회를 개최했다.
4월 12일, 민주당은 예비경선을 실시해 당대표 후보를 김한길 전 중도통합민주당 대표, 이용섭 전 행정자치부 장관, 강기정 전 최고위원으로 압축했다. 신계륜 전 대통합민주신당 사무총장은 탈락했다. 이후 4월 28일 강기정 후보가 이용섭 후보를 지지하며 사퇴하면서 대표 경선은 양자대결로 진행되었다.
| 순위 | 기호 | 이름   | 대의원(50%) | 권리당원(30%) | 여론조사(20%) | 합산  | 비고         |
| 순위 | 기호 | 이름   | 득표율      | 득표율        | 득표율        |       | 비고         |
| ---- | ---- | ------ | ----------- | ------------- | ------------- | ----- | ------------ |
| 1    | 2    | 김한길 | 5,054       | 19,605        | 4,175         | 61.72 | 대표최고위원 |
| 1    | 2    | 김한길 | 57.4        | 63.7          | 69.58         | 61.72 | 대표최고위원 |
| 2    | 3    | 이용섭 | 3,749       | 11,196        | 1,825         | 38.28 |              |
| 2    | 3    | 이용섭 | 42.6        | 36.4          | 30.4          | 38.28 |              |
| 합계 | 합계 | 합계   |             |               |               |       | -            |

5월 4일, 민주통합당 전당대회는 당명을 민주당으로 변경한 뒤, 대의원 50%, 권리당원 30%, 여론조사 20%를 반영한 지도부 경선에 따라 김한길 전 중도통합민주당 대표를 대표최고위원으로 선출하였다.

#### 중앙위원회
2014년 3월 21일, 민주당 중앙위는 새정치민주연합으로의 흡수합당을 의결하고 최고위는 합당수임기구로 지정했다.

## 비판과 논란
- 광주 동구 지역경선 논란 : 대한민국 제19대 총선을 앞두고 민주당은 당의 경선을 국민참여형 경선으로 하는 개혁공천을 실시하겠다고 밝혔다. 광주 동구 선거구에서 국민참여경선이 진행되는 도중 2012년 2월 27일 박주선 후보의 밑에서 불법선거운동을 한 의혹으로 선관위의 조사를 받던 전직 동장이 투신자살한 사건이 발생했다.[22] 2012년 3월 2일 민주당은 광주 동구 선거구를 무공천지역으로 결정했다.[23] 2013년 5월 대법원은 박주선이 민주당 모바일 경선과정에서 불법 사조직을 설치하고 동원해 선거인단을 모집한 혐의에 대해 무죄판결을 내렸고, 동장 13명이 참석한 모임에서 지지를 호소한 것에 대해서만 사전선거운동으로 판단해 일부유죄판결을 내렸다.[24][25]
- 계파 갈등 : 대한민국 제19대 총선을 앞두고 민주당이 공천을 하는 가운데 당 내 비노, 반노 인사들 가운데서 친노들이 구 민주당계 학살 공천을 진행하고 있다는 비판이 일기도 했다.[26]
- 노선 논란 : 민주당이 대한민국 제19대 총선에서 패배한 이후 김진표 원내대표, 김효석 의원등이 야권연대, 정책연대 등으로 통합진보당과의 차별성을 갖지 못해 중도층의 표가 이탈했다고 주장했다. 한편 전병헌 의원은 중도 노선 주장에 대해 '부질없다.'고 주장했다.[27]
- 말바꾸기 논란 : 이명박 대통령은 민주당의 친노세력이 과거 참여정부 시절 한미 자유 무역 협정과 제주 해군기지를 추진했지만, 2012년에는 두 사안에 대해 말바꾸기를 했다고 비판을 했다.[28] 이런 비판에 대해 문성근 대표대행은 제주 해군기지의 필요성은 인정하지만 부지 선정 과정에 절차적 문제가 있었다고 말했다. 문성근 대표대행은 한미FTA에 대해서는 미국이 3년간이나 재협상을 요구해서 결국 한국과 재협상을 했던 것과 같이, 한국 측의 폐해에 대한 재협상이 필요하다고 말했다.[29]

## 같이 보기
- 새정치국민회의
- 새천년민주당
- 더불어민주당
- 혁신과 통합
- 민주당
- 통합민주당
- 새정치민주연합